# Тасумаль
Тасумаль — археологічна пам'ятка культури мая, руїни міста мая на заході Сальвадору. Одне з найбільших південних міст мая взагалі та один з найважливіших центрів мая в Сальвадорі.

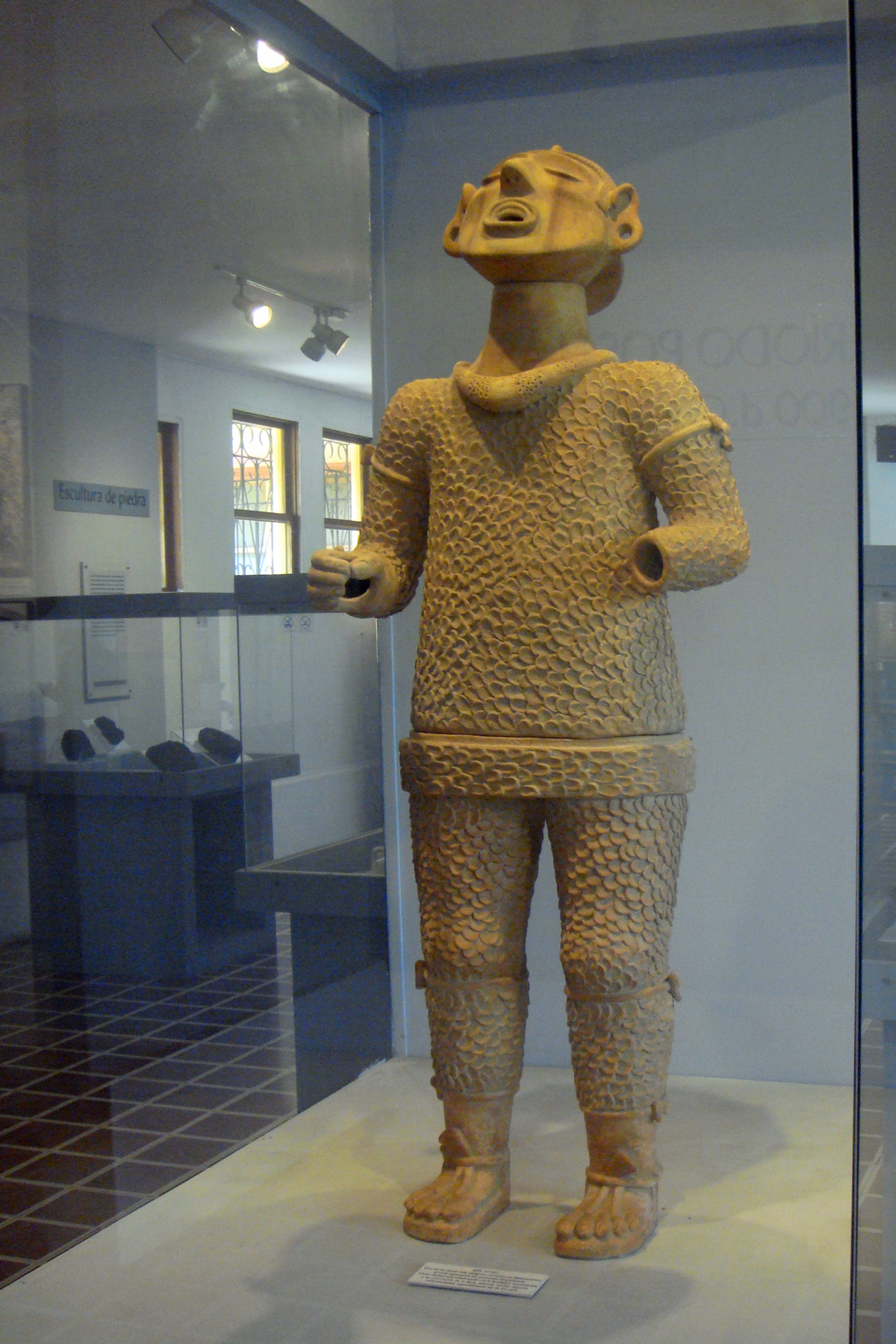
Скульптура у музеї Тасумаля.

## Назва
Назва Тасумаль, мовою кіче, що належить до маянських мов, означає «місце спалення жертв».

## Розташування
Знаходиться у департаменті Санта-Ана, у місті Чальчуапа за 60 км від Сан-Сальвадора.
Руїни знаходяться на висоті 720 метрів над рівнем моря.

## Історія
Тасумаль найбільша в Сальвадорі археологічна пам'ятка, яка відноситься до післякласичного періоду культури мая. Тасумаль входить до складу археологічного регіону Чальчуала, що має площу понад 10 км². Розквіт міста Тасумаль припав на класичний період культури мая — 250—900 р. н. е. У ході розкопок, в Тасумале були виявлені руїни, що датуються 100—1200 роками н. е.. Найбільш добре дійшла до наших днів піраміда, побудована в X столітті у тольтекському стилі, стадіон для гри в м'яч та інші будівлі.
Місто будувалося в тринадцять етапів протягом 750 років, головним чином у пізньокласичний період (600—900 р. н. е.), Хоча археологи вважають, що перші поселення в цій області були засновані приблизно в п'ятому тисячолітті до нашої ери. З дев'яти ідентифікованих споруд стародавнього Тасумаля, лише дві збереглися в більш-менш гарному стані, ще три будівлі в даний час розкопуються. Незважаючи на це, тасумальскі руїни вважаються одними з найбільш збережених та важливих пам'яток мая в Сальвадорі. Вже розкопані руїни, є лише малою частиною величезної історичної зони.

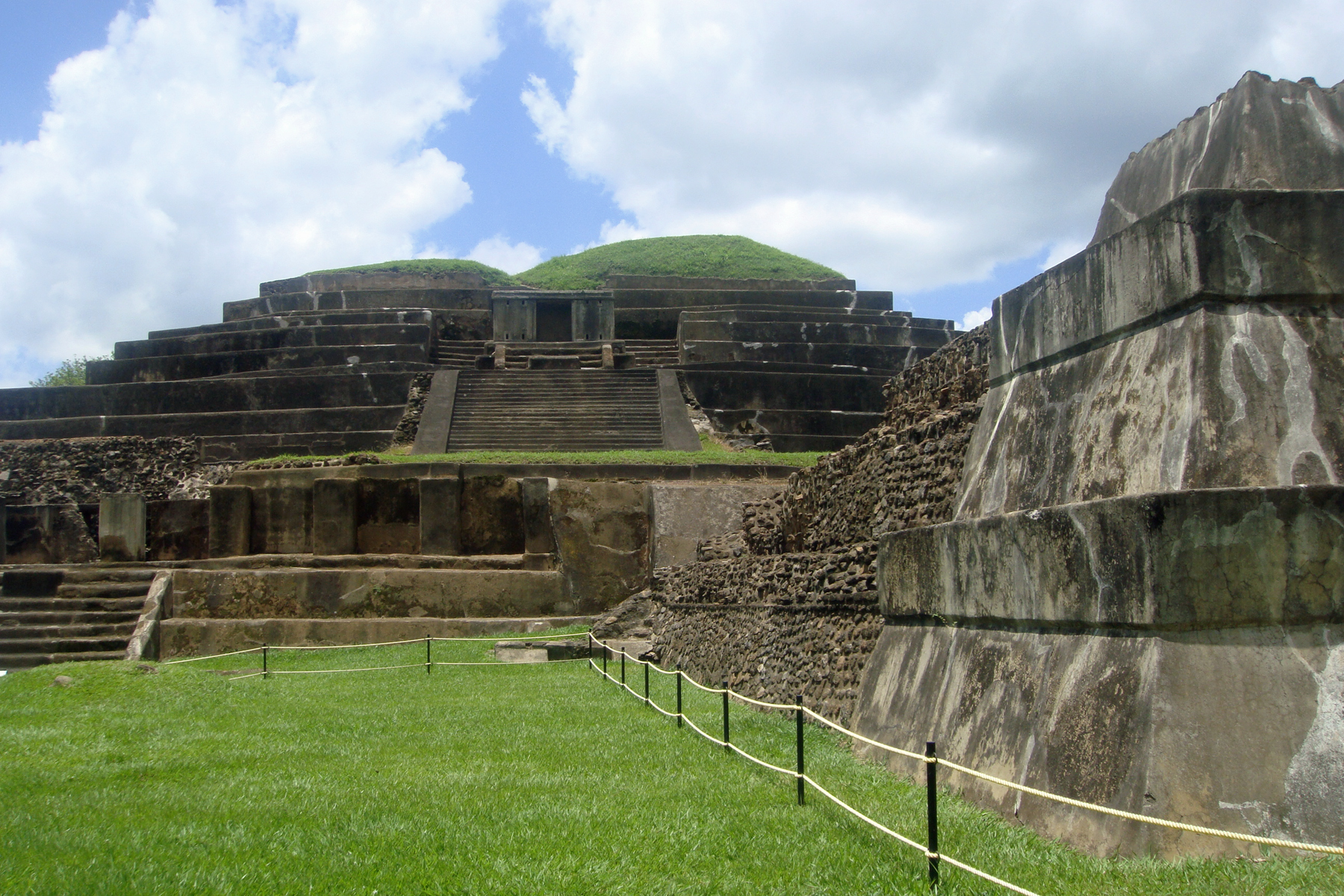
Піраміда у Тасумалі

Центральна та найбільша структура міста є ступінчастою церемоніальною платформою (до 30 м у висоту), яка явно несе відбиток стилю Теотіуакана (Мексика), а під нею виявлені сліди платформи, яка датується 100—200 р. н. е.. До платформи колись було прибудовано багато менших храмів, у її північній частині виявлено кілька могил пізньокласичного періоду мая, нефритові прикраси, культові предмети та інші вироби. З південного боку лежить поле для гри в м'яч, а з заходу височить піраміда, що відноситься до так званого раннього післякласичного періоду (900—1200 р. н. е.), у ході якого місто було покинуть.
Чому місто спорожніло — досі невідомо. Усі дані досліджень говорять про стабільний та гарний рівень життя. Руїни міста Тасумаль є самими збереженими і найважливішими руїнами у всьому Сальвадорі. Прикраси та артефакти, знайдені в оселях, у ході розкопок свідчать про добре розвинену торгівлю з містами, розташованими на території сучасної Мексики та Панами.
Розкопки та дослідження тривають але, на жаль, залишки стародавнього міста мая навіки поховані під будівлями нового міста, дізнатися їхні таємниці нині неможливе. Зараз залишається тільки гадати, як все було насправді, вчені продовжують досліджувати околиці міста і ті ділянки, де є можливість провести розкопки, знаходячи все нові артефакти.

## Музей
У Тасумалі є невеликий музей, який названий ім'ям Стенлі Хардінга Боггса (1910—1991), американського археолога, що працював та розвивав археологію в Сальвадорі, його називають батьком сальвадорської археології. Музей демонструє археологічні знахідки зроблені на території міста а також на розкопках прилеглих руїн.

## Галерея

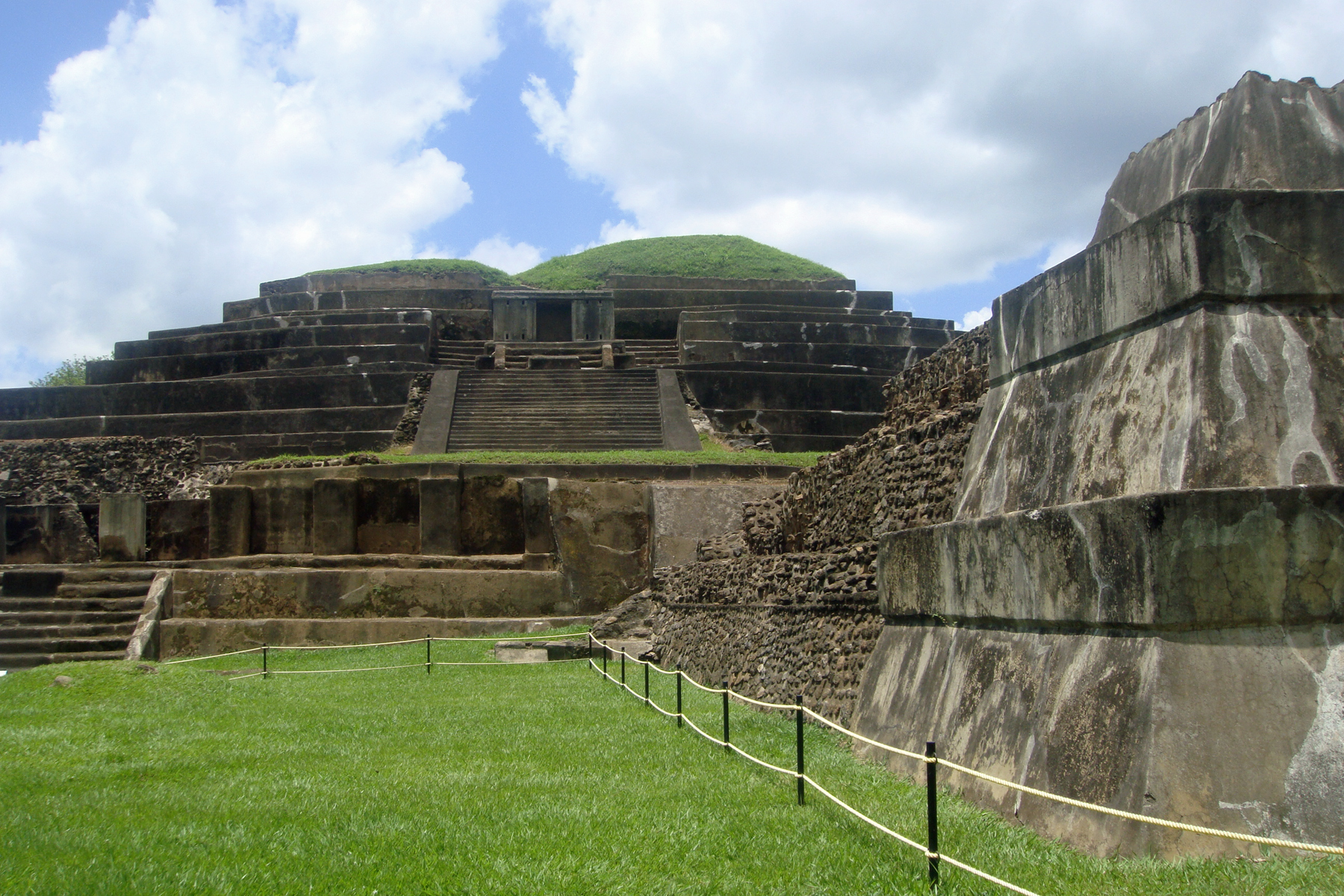
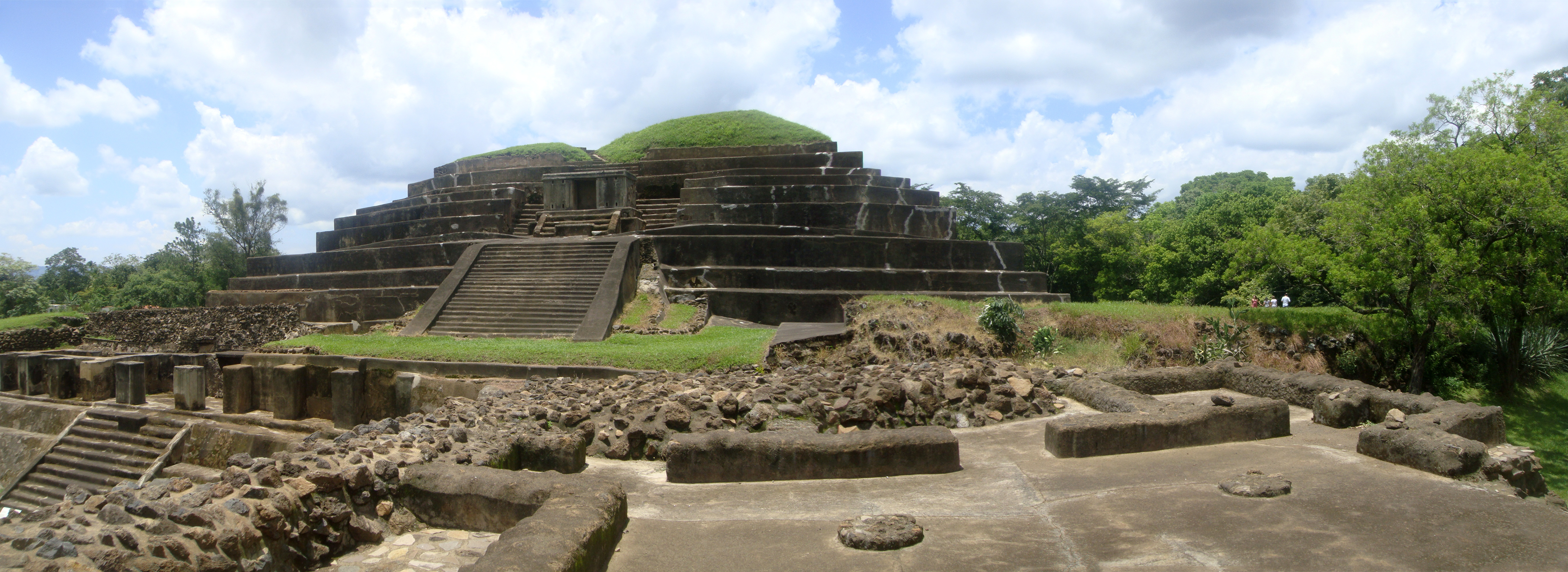
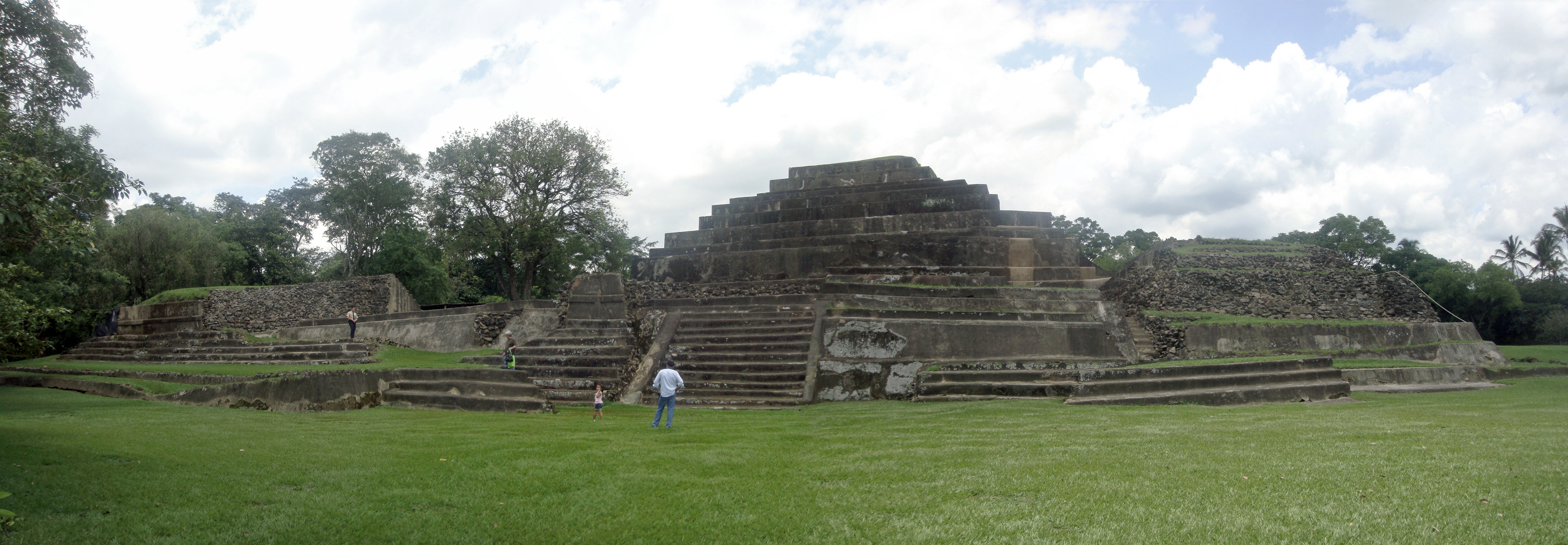
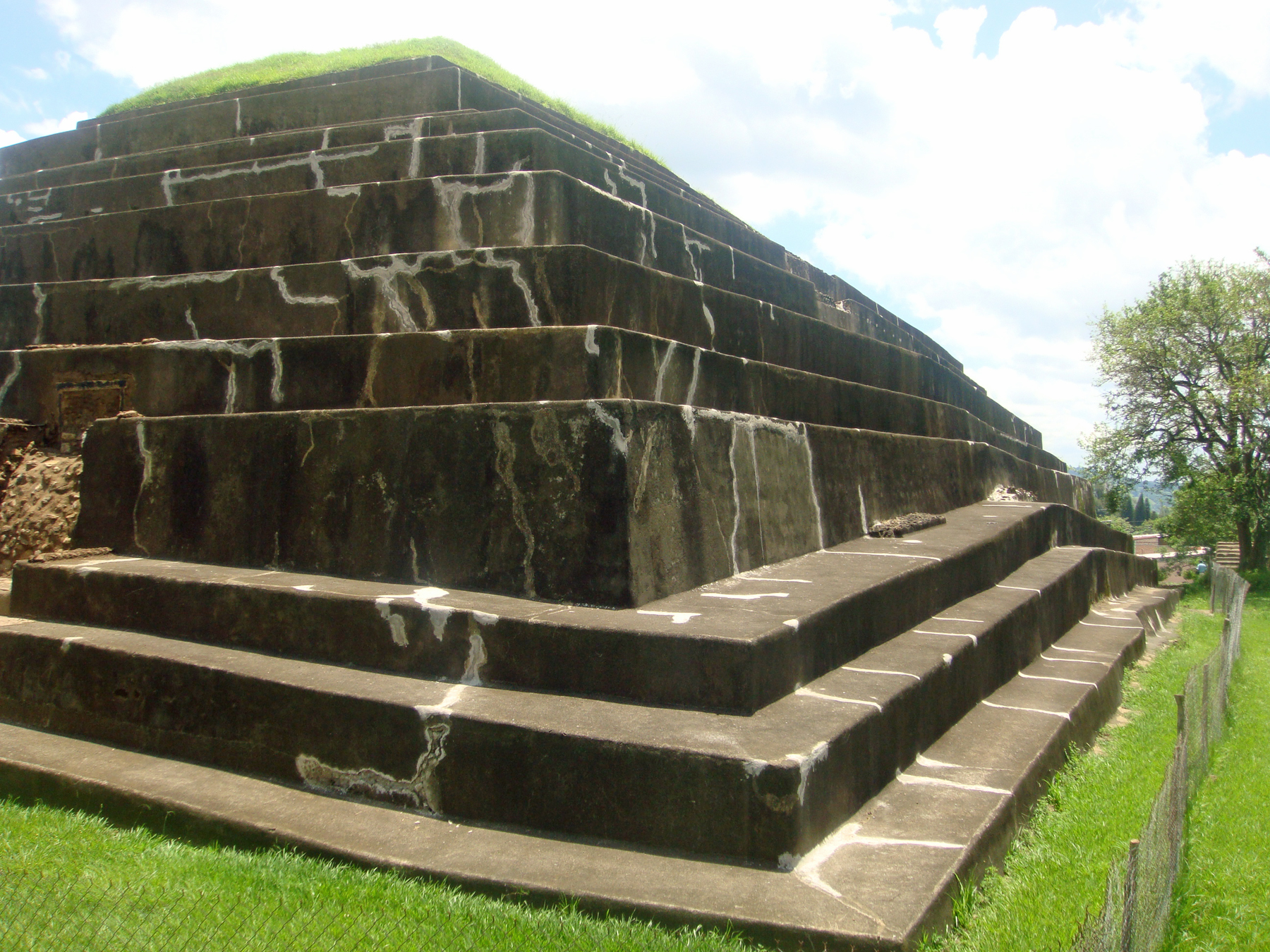
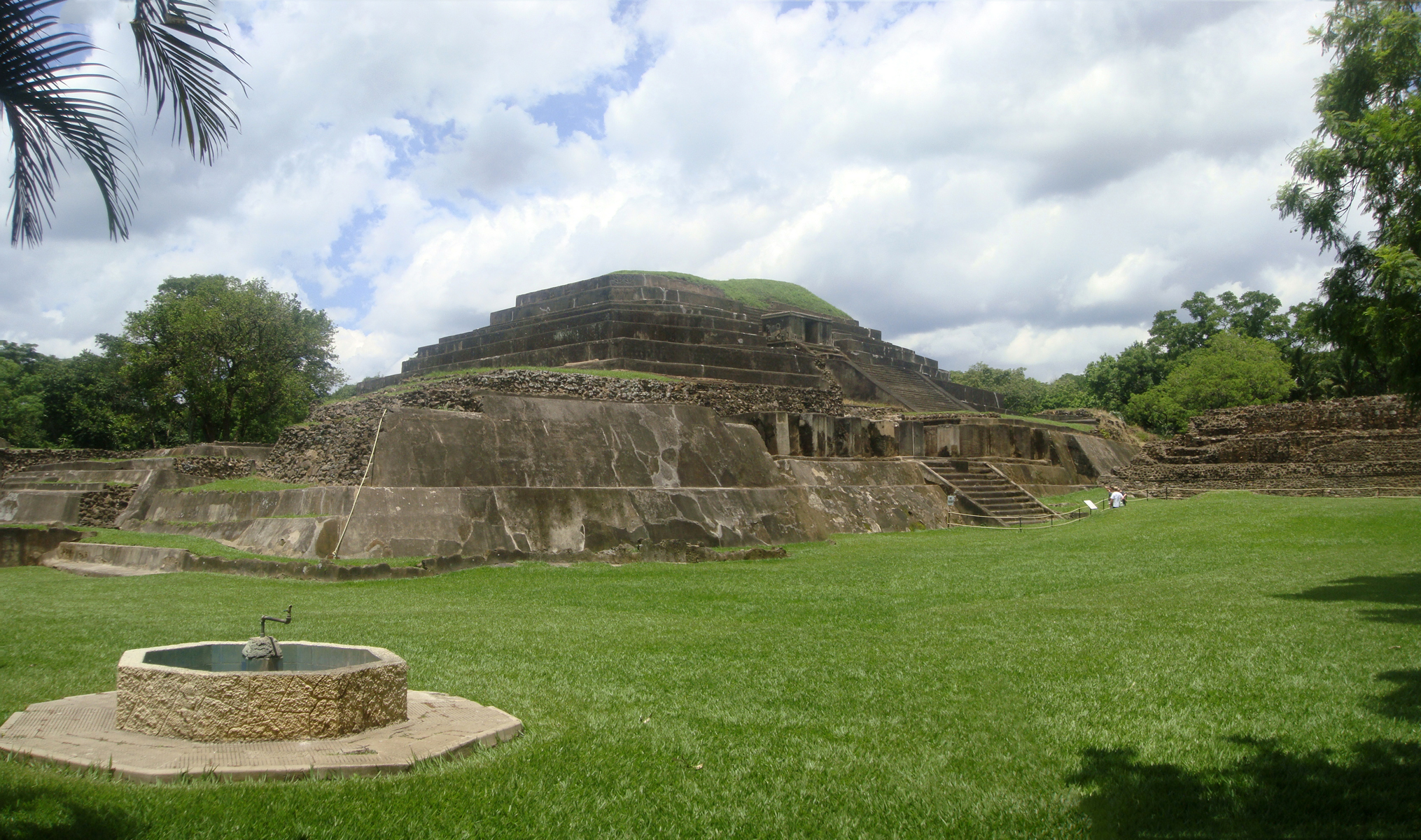
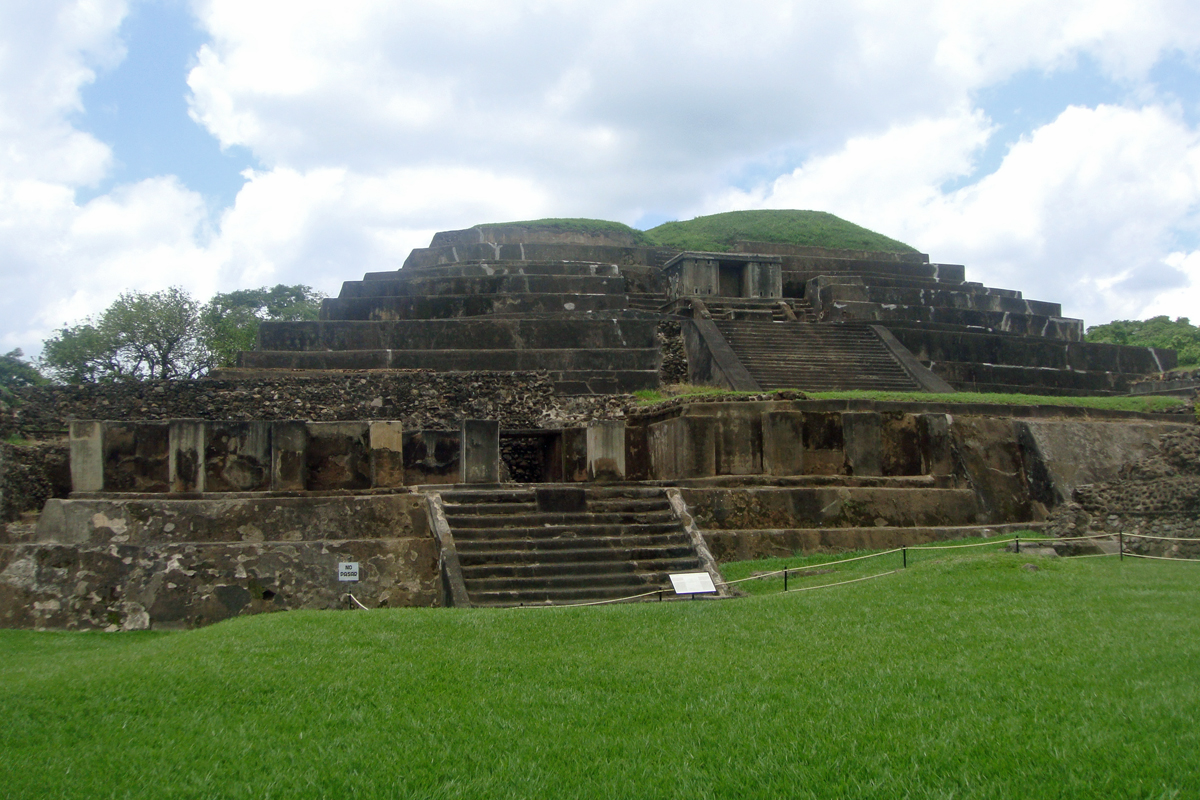